# Adrian Stoica
Adrian Stoica (Bukarest, 1960. január 13. –) román nemzetközi labdarúgó-játékvezető.

## Pályafutása

### Nemzeti játékvezetés
Játékvezetésből Bukarestben vizsgázott. Vizsgáját követően a Bukaresti Labdarúgó-szövetség által üzemeltetett labdarúgó bajnokságokban kezdte sportszolgálatát. A Román labdarúgó-szövetség Játékvezető Bizottságának (JB) minősítésével 1981-től a Liga I játékvezetője. Küldési gyakorlat szerint rendszeres partbírói, majd 4. bíró szolgálatot is végzett. A nemzeti játékvezetéstől 2001-ben visszavonult.

### Nemzetközi játékvezetés
A Román labdarúgó-szövetség JB terjesztette fel nemzetközi játékvezetőnek, a Nemzetközi Labdarúgó-szövetség (FIFA) 1996-tól tartotta nyilván bírói keretében. A FIFA JB központi nyelvei közül az angolt beszéli. Több nemzetek közötti válogatott, valamint Intertotó-kupa, UEFA-kupa és Kupagyőztesek Európa-kupája klubmérkőzést vezetett, vagy működő társának 4. bíróként segített. A román nemzetközi játékvezetők rangsorában, a világbajnokság-Európa-bajnokság sorrendjében többedmagával a 24. helyet foglalja el 1 találkozó szolgálatával. A nemzetközi játékvezetéstől 2001-ben búcsúzott. Válogatott mérkőzéseinek száma: 1.

#### Labdarúgó-Európa-bajnokság
Az 1998-as U18-as labdarúgó-Európa-bajnokságon az UEFA JB bíróként alkalmazta.
| Időpont          | Helyszín                  | Mérkőzés típusa              | Mérkőzés             | Eredmény |
| ---------------- | ------------------------- | ---------------------------- | -------------------- | -------- |
| 1998. július 19. | Központi Stadion, Lárnaka | csoportmérkőzés (1. csoport) | Litvánia–Németország | 1 – 7    |

---
A 2000-es labdarúgó-Európa-bajnokságon az UEFA JB játékvezetőként foglalkoztatta.
| Időpont         | Helyszín                    | Mérkőzés típusa           | Mérkőzés          | Eredmény | Nézők száma |
| --------------- | --------------------------- | ------------------------- | ----------------- | -------- | ----------- |
| 1999. június 9. | Qemal Stafa Stadion, Tirana | előselejtező (2. csoport) | Albánia–Szlovénia | 0 – 1    | 8 000       |